# Austin K4
Der Austin K4 war ein schwerer britischer Lastwagen, den die Austin Motor Cie. im Zweiten Weltkrieg und danach baute.
Austin-LKWs in der Art wurden ab Januar 1939 in verschiedenen Formen hergestellt. Man sah sie im activen Dienst an allen wichtigen Kriegsfronten im Zeitraum 1939–1945.
Ab 1945 wurden drei Modelle für den zivilen Markt gebaut:
- 2-ton L.W.B. (K2)
- 5-ton L.W.B.
- 5-ton S.W.B. Tippers

Alle Modelle wurden in drei Serien gebaut:
- 1939–1948 Series
- 1948–1949 Series I
- 1949–1955 Series II (Loadstar)

## Wissenswertes
Die Fahrzeugnummer ist in drei Teile aufgeteilt, wobei der erste Teil die Kapazität angibt (K2: 2-Tonner/K4: 5-Tonner), der zweite Teil ist die Art des Fahrzeuges, und der dritte Teil die Chassisnummer. Für die Bestellung von Ersatzteilen war nur die Seriennummer erforderlich.
Alle drei Modelle haben identische Kabine, Motorhaube, Kühlerhaube und Kotflügel. Nach außen ist der einzige Unterschied: die 2-Tonner haben sechs Radmuttern, während die 5-Tonner acht haben.
Ab Februar 1946 wurde ein neues Fahrerhaus mit neuem Kühlergrill mit mittig vertikalen Rippen verbaut, vorher waren sie durchgehend horizontal. Es ist der einzige sichtbare Unterschied.